# سرجیو ویتور
سرجیو ویتور (اسپانیایی: Sergio Vittor‎؛ زادهٔ ۹ ژوئیهٔ ۱۹۸۹) بازیکن فوتبال اهل آرژانتین است.

## باشگاهی
از باشگاه‌هایی که در آن بازی کرده‌است می‌توان به باشگاه فوتبال بانفیلد، باشگاه فوتبال ژیلینا، باشگاه فوتبال جیمناسیا لاپلاتا، باشگاه اتلتیکو ایندپندینته، باشگاه فوتبال راسینگ کلوب آویاندا، و باشگاه فوتبال آرژانتینوس جونیورز اشاره کرد.